# Hernán Novick
Hernán Novick Rettich (Montevideo, 13 de diciembre de 1988) es un exfutbolista uruguayo. Jugaba como centrocampista y su último equipo fue el Danubio de la Primera División de Uruguay.
Hijo de Solveig Rettich y Edgardo Novick, tiene tres hermanos, entre ellos el también futbolista Marcel Novick.

## Trayectoria
Novick realizó las divisiones menores en Rocha FC.
A mediados del 2006 pasa al club El Tanque Sisley de la Segunda División de Uruguay, club con el que debutó de manera profesional. En la temporada 2007/08 tuvo una campaña destacada, perdiendo la final por el ascenso contra Villa Española.
A mediados del 2008 ficha por recién ascendido Villa Española. SIn embargo, El villa descendió de categoría por una campaña pobre de manera colectiva. Debido a una grave lesión, pasó el último semestre del 2009 sin equipo.
Asimismo, Novick a inicios del 2010 ficharía por el recién ascendido Centro Atlético Fénix. Tuvo buenas temporadas con el ave, clasificando y jugando la Copa Sudamericana 2011, donde fue eliminado en primera ronda por Universidad de Chile, que luego sería campeón de dicha copa. En Fénix, se le asignó el dorsal número 10 y fue una de las figuras del equipo por 3 temporadas y media. Luego de un 2012 destacable, sonó como posible refuerzo de Club Nacional y Flamengo.

### Club Peñarol
A pesar de tener otras ofertas, Novick optó por fichar por Club Atlético Peñarol, debido a su hinchaje y a un sueño desde niño que tenía de jugar en el mirasol. Peñarol compró el 60% de su pase por 3 temporadas. Se le asignó el dorsal 7 y jugó 3 temporadas en el cuadro mirasol, teniendo actuaciones destacadas. Jugó la Copa Libertadores 2014, Copa Sudamericana 2015 y Copa Libertadores 2016 donde le anotó 2 goles a Sporting Cristal por fase de grupos. Asimismo, tuvo la oportunidad de anotarle un golazo de tiro libre al Club Nacional en el clásico del fútbol uruguayo. Fue parte del plantel que ganó el campeonato número 50. A pesar de su buen rendimiento a finales del 2016 no se le renovó su contrato, quedando como jugador libre. Jugó al lado de Nahitan Nandez, Diego Forlán, Federico Valverde, del peruano Paolo Hurtado y con su hermano Marcel Novick.
El 7 de enero del 2017 fue oficializado como nuevo refuerzo de Club Guaraní, flamante campeón del futbol paraguayo, fue refuerzo de cara al campeonato paraguayo y Copa Libertadores 2017. Con el cuadro aborigen, Novick tuvo una excelente temporada, marcando 7 goles, siendo una de las figuras del torneo. A pesar de que la institución quería renovarle su contrato, Novick escuchó otras ofertas.

### Cerro Porteño
Luego de su espectacular año en el fútbol paraguayo, Novick fichó por Cerro Porteño para jugar el torneo local y la Copa Libertadores 2018, torneo donde llegó hasta octavos de final. Fichó por 2 temporadas, sin cláusula de rescisión. El 26 de marzo, le anotó un golazo a Sportivo Luqueño, el cual fue considerado como el mejor gol del año por periodistas locales. Con el ciclón jugó buenas temporadas, participando en torneo internacionales y siempre siendo protagonista. Jugó al lado de sus compatriotas Marcelo Palau, Rodrigo Muñoz, Mauricio Victorino y Álvaro Pereira.
Sorpresivamente a inicios del 2020 es oficializado como nuevo jugador del Sol de América por una temporada, siendo considerado como el fichaje de la temporada. Jugó la Copa Sudamericana 2020, anotándole a Goias. Jugó solo el Torneo Apertura 2020 (Paraguay), anotando 5 goles y 6 asistencias en 21 partidos. A pesar de tener contrato hasta final de temporada, Novick negoció su desvinculación del club.
Luego de jugar 110 partidos en el fútbol paraguayo retorna a Club Atlético Peñarol por pedido expreso del técnico Mario Saralegui y por una decisión personal de volver al club de sus amores, a pesar de tener una oferta del fútbol asiático. Firmó por todo el Torneo Intermedio 2020, tan solo cobrando el sueldo mínimo. A pesar de tener contrato hasta febrero del 2021, Novick pidió que lo dejaran libre porque tenía una oferta importante del fútbol peruano, sumado a que no estaba en los planes del técnico.

### Universitario de Deportes
Luego de su desvinculación por mutuo acuerdo con Peñarol, Novick acepta la propuesta de Universitario de Deportes, y el 19 de enero del 2021 llega a Lima para pasar una pequeña cuarentena obligatoria. El 26 de enero fue oficializado como el tercer refuerzo del Universitario de Deportes, firmando por una temporada. En su presentación se le asignó el dorsal número 10 y compartirá camerino con sus compatriotas Luis Urruti y Federico Alonso. En su debut en el fútbol peruano logró anotar en el empate 1 a 1 frente a FBC Melgar. Tuvo un primer semestre excelente, a pesar del mal momento merengue; fue uno de los encargados de liderar el mediocampo y el ataque crema y terminó como segundo goleador del equipo en el año, con 9 goles, solo por detrás de Alex Valera, que anotó en 11 ocasiones.
El 9 de noviembre del 2021, Novick renueva por dos temporadas, hasta diciembre del 2023. Jugó el partido de vuelta por Copa Libertadores 2022 frente a Barcelona, quedando eliminado en la segunda ronda en un global de 3-0. El 17 de abril de 2022 jugó el clásico del fútbol peruano ante el eterno rival Alianza Lima, por la 10.ª fecha de la Liga 1, perdiendo por 4-1 lo que desencadenó la ira de los hinchas cremas pertenecientes a la trinchera norte del club, que tres días después agredieron a los jugadores en su campo de entrenamiento (Campomar U), siendo Novick uno de los más perjudicados según rumores. Luego de aquel incidente Hernán Novick recuperó la titularidad en Universitario en 2022 tras un periodo de inactividad. El 24 de julio anotó un gol ante Carlos Stein, pero posteriormente dejó de sumar minutos junto a Jorge Murrugarra y Leonardo Rugel, generando incomodidad entre los hinchas merengues. El 27 de agosto volvió al campo y fue clave en la victoria contra Ayacucho FC en el estadio Monumental. Su actuación más destacada fue el 17 de septiembre contra Atlético Grau, donde anotó un gol y dio una asistencia frente a 50,000 espectadores. Su último gol con Universitario fue contra Carlos Mannucci, en un triunfo 3-0.
El 17 de noviembre de 2022, se anunció su desvinculación del club tras haber jugado las temporadas 2021 y 2022 dejando un total de 12 goles y 8 asistencias. Su salida, atribuida a decisiones de Carlos Compagnucci y Manuel Barreto, generó tristeza en los hinchas, quienes también lamentaron la partida de Alberto Quintero ambos con muchos deseos de poder salir campeón con camiseta crema. En 2023, Universitario logró coronarse campeón de la Liga 1 después de 10 años y logro su estrella 27.

### Boston River
Luego de su desvinculación por mutuo acuerdo con Universitario de Deportes, el 3 de enero de 2023 llega a un acuerdo con Boston River de Uruguay

### Danubio
En febrero de 2024, Hernán se unió a Danubio, donde disputó 9 partidos y anotó 2 goles en esa temporada. Participó en la Copa Sudamericana, pero el equipo fue eliminado en la fase de grupos. En 2025, renovó su contrato con el club por todo el año.
El 21 de julio de 2025 anunció su retiro como futbolista profesional.

## Clubes
| Club                      | País     | Año       | Partidos | Goles | Asistencias | Gol + Asi |
| ------------------------- | -------- | --------- | -------- | ----- | ----------- | --------- |
| El Tanque Sisley          | Uruguay  | 2006-2008 | 35       | 3     | 8           | 11        |
| Villa Española            | Uruguay  | 2008-2009 | 3        | 0     | 0           | 0         |
| Fénix                     | Uruguay  | 2010-2013 | 103      | 20    | 13          | 33        |
| Peñarol                   | Uruguay  | 2014-2016 | 46       | 4     | 7           | 11        |
| Guaraní                   | Paraguay | 2017      | 42       | 8     | 9           | 17        |
| Cerro Porteño             | Paraguay | 2018-2019 | 63       | 16    | 14          | 30        |
| Sol de América            | Paraguay | 2020      | 21       | 5     | 7           | 12        |
| Peñarol                   | Uruguay  | 2020      | 1        | 0     | 0           | 0         |
| Universitario de Deportes | Perú     | 2021-2022 | 45       | 12    | 8           | 20        |
| Boston River              | Uruguay  | 2023      | 17       | 1     | 4           | 5         |
| Danubio                   | Uruguay  | 2024-act. | 16       | 2     | 1           | 3         |
| Total                     | Total    | 2006-act. | 379      | 81    | 71          | 142       |

- Actualizado el 13 de julio de 2024.

### Goles en la Copa Libertadores
Novick convirtió tres goles en la Copa Libertadores de América en diez partidos disputados.
| 2016 | 19 de abril de 2016 | Estadio Campeón del Siglo, Montevideo, Uruguay | Peñarol vs. Sporting Cristal | Anotado · Anotado | 4 – 3 |
| 2017 | 7 de marzo de 2017  | Estadio Zorros del Desierto, Calama, Chile     | Deportes Iquique vs. Guaraní | Anotado           | 0 – 1 |

## Palmarés

### Títulos nacionales
| Título              | Club    | País    | Año     |
| ------------------- | ------- | ------- | ------- |
| Torneo Clausura     | Peñarol | Uruguay | 2015    |
| Torneo Apertura     | Peñarol | Uruguay | 2015    |
| Campeonato Uruguayo | Peñarol | Uruguay | 2015-16 |

### Distinciones individuales
| Distinción                                                                | Año  |
| ------------------------------------------------------------------------- | ---- |
| Preseleccionado como volante en el mejor once de la Liga 1 según la SAFAP | 2021 |